# Араньюэт
Араньюэ́т (фр. Aragnouet, окс. Aranhoet) — коммуна во Франции, находится в регионе Юг — Пиренеи. Департамент — Верхние Пиренеи. Входит в состав кантона Вьель-Ор. Округ коммуны — Баньер-де-Бигор.
Код INSEE коммуны — 65017.

## География

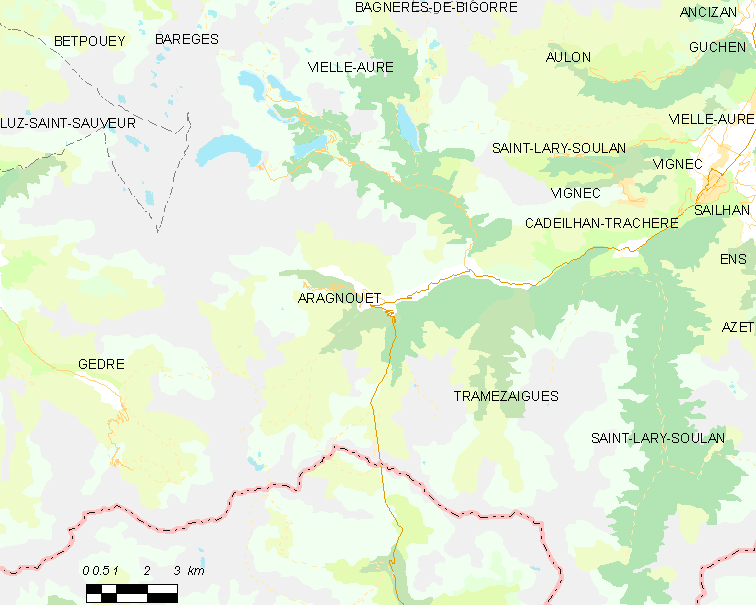
Карта коммуны

Коммуна расположена приблизительно в 700 км к югу от Парижа, в 135 км юго-западнее Тулузы, в 55 км к юго-востоку от Тарба.
По территории коммуны протекает река Нест-д’Ор.

## Климат
Климат умеренно-океанический с солнечной тёплой погодой и обильными осадками на протяжении практически всего года.

## Население
Население коммуны на 2010 год составляло 242 человека.
| 1962 | 1968 | 1975 | 1982 | 1990 | 1999 | 2010 |
| ---- | ---- | ---- | ---- | ---- | ---- | ---- |
| 215  | 201  | 160  | 260  | 336  | 260  | 242  |

## Администрация
| Период | Период | Фамилия       | Партия | Примечания |
| ------ | ------ | ------------- | ------ | ---------- |
| 1995   | 2001   | Роже Кастанье |        |            |
| 2001   | 2020   | Жан Муник     |        |            |

## Экономика
В 2010 году среди 174 человек трудоспособного возраста (15-64 лет) 146 были экономически активными, 28 — неактивными (показатель активности — 83,9 %, в 1999 году было 82,7 %). Из 146 активных жителей работали 144 человека (74 мужчины и 70 женщин), безработных было 2 (1 мужчина и 1 женщина). Среди 28 неактивных 11 человек были учениками или студентами, 10 — пенсионерами, 7 были неактивными по другим причинам.

## Достопримечательности
- Часовня Успения Божьей Матери (XII век). Исторический памятник с 1939 года[4]
- Часовня Св. Петра в оковах (XIX век)

## Фотогалерея

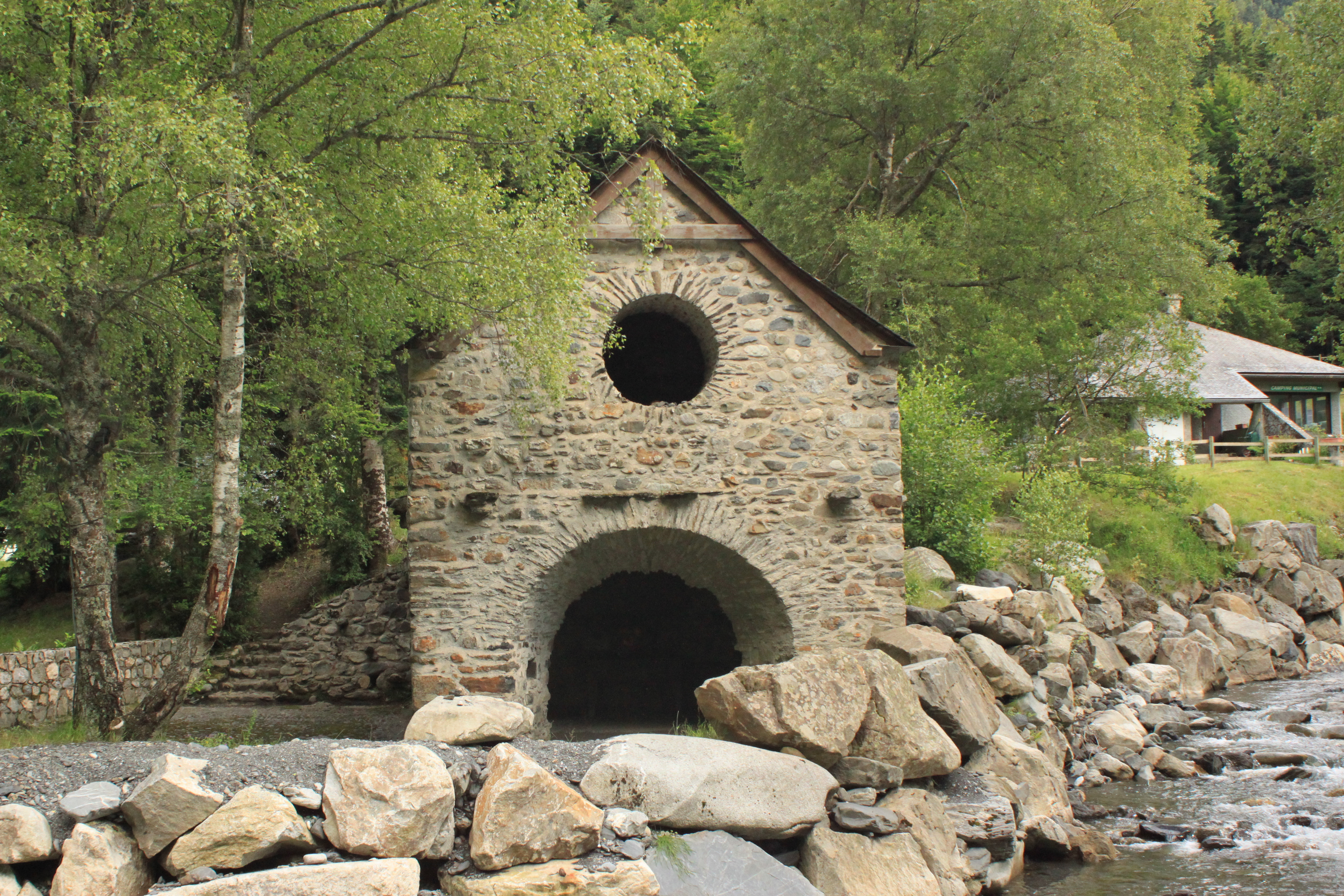
«Мельница»
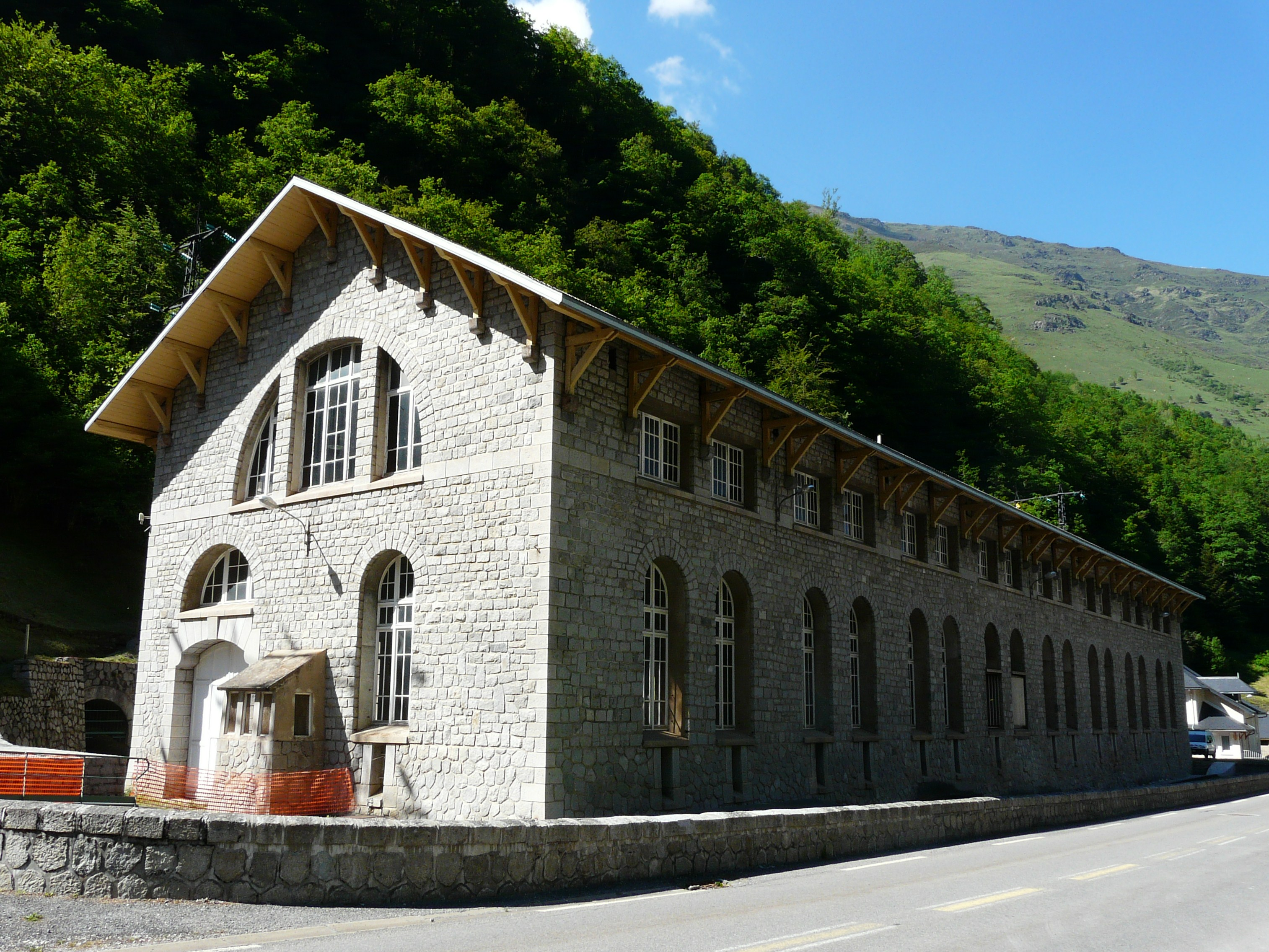
Гидроэлектростанция
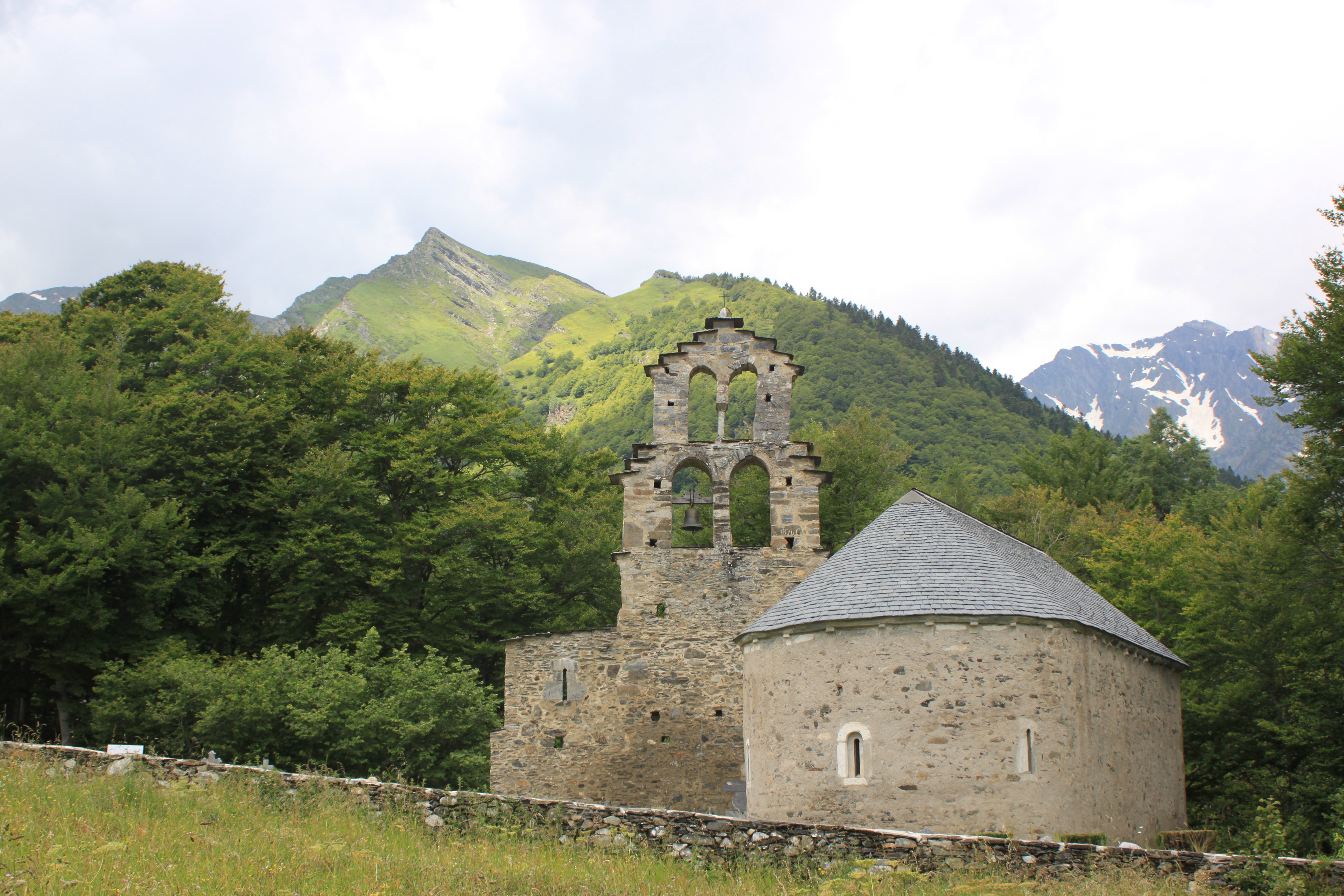
Часовня Успения Божьей Матери
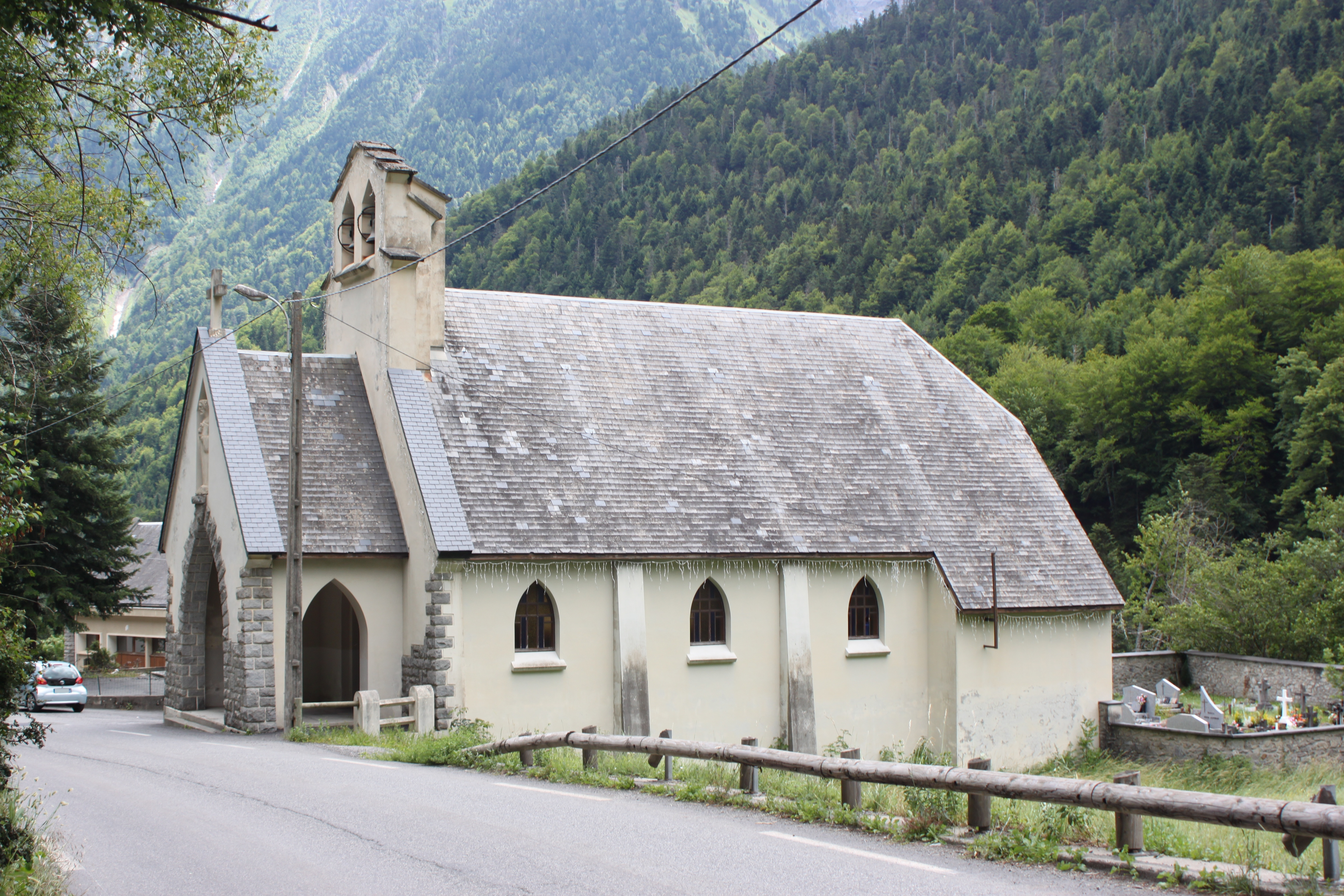
Часовня Св. Петра в оковах
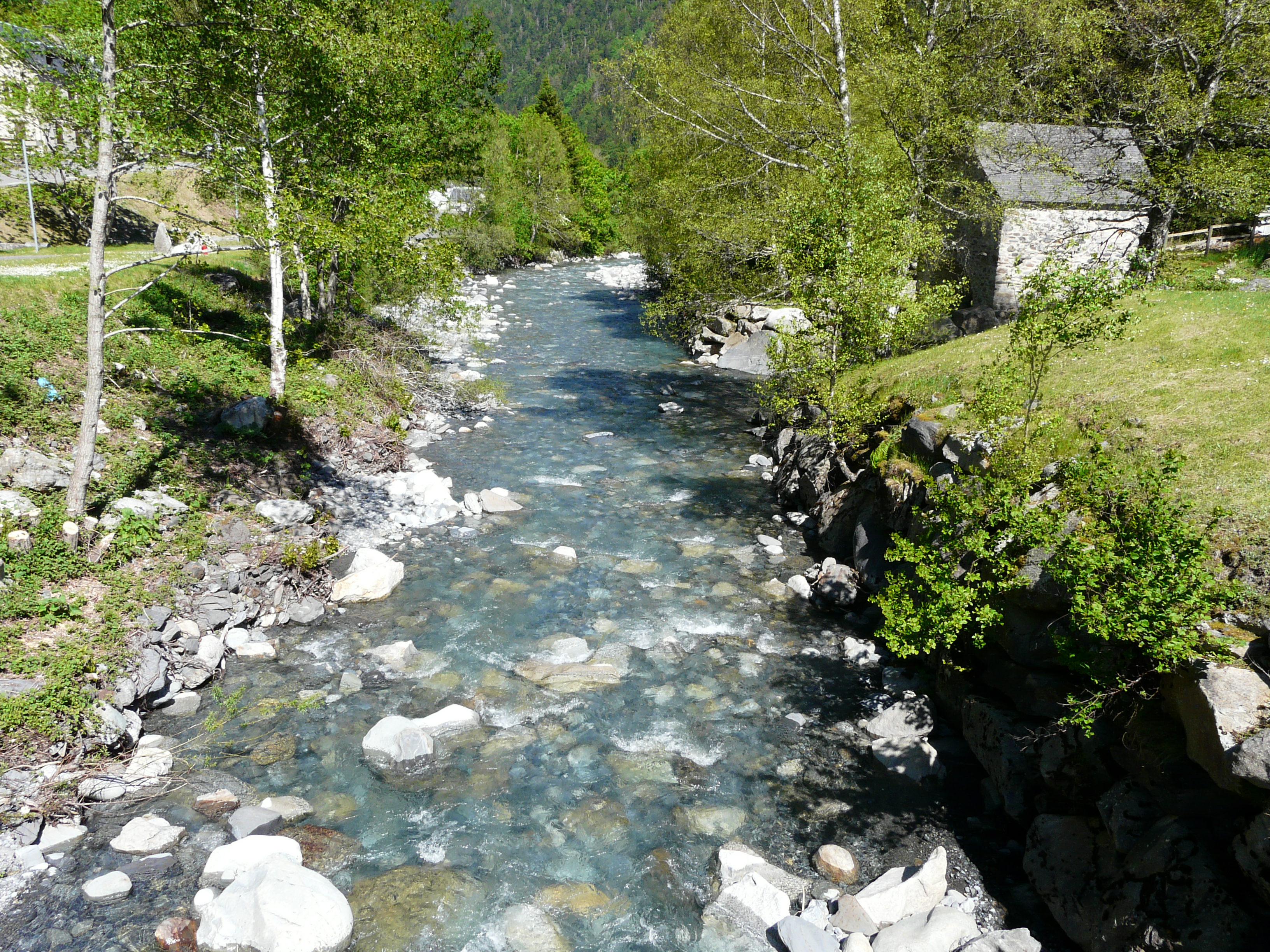
Река Нест-д’Ор